# John Crawley (Fußballspieler)
John Michael Crawley (* 5. März 1972 in Parramatta City) ist ein ehemaliger australischer Fußballspieler. Seit seinem Karriereende ist der frühere Torwart als Torwarttrainer tätig.

## Karriere

### Chile
John Crawley reiste 1990 zum ersten Mal auf einer Schultour nach Südamerika. Dies führte schließlich zu seinem Vertrag beim chilenischen Verein CSD Colo-Colo. Crawley verbrachte die folgenden fünf Jahre bei den Albos, einschließlich einiger Leihaufenthalte bei Vereinen wie Lota Schwager und CD Magallanes. Er gab sein Debüt in der ersten Mannschaft für Colo-Colo bei einem Unentschieden gegen Regional Atacama im letzten Spiel der Primera División 1994. Crawley blieb bei Colo-Colo die zweite Wahl hinter dem chilenischen Nationaltorhüter Marcelo Ramírez und musste sich 1995 zwischen der Annahme der chilenischen Staatsbürgerschaft und der Beibehaltung seines australischen Passes entscheiden.

### Australien
Crawley kehrte daher 1995 nach Australien zurück und schloss sich seinem Jugendverein Blacktown City FC an. Weitere Vereine in Australien folgten, darunter Sydney United aus der National Soccer League. 2005 kam er schließlich zu den Central Coast Mariners, wo er als Stammtorwart in die Saison ging, allerdings nach fünf Ligaspielen mit einer Hüftverletzung länger ausfiel. Dadurch übernahm der junge Danny Vukovic den Platz im Tor, der diesen nicht mehr abgab.

### Trainer
Mit seinem Karriereende als aktiver Spieler wurde Crawley Torwarttrainer bei den Central Coast Mariners. Am 20. März 2015 wurde er Torwarttrainer der australischen U23-Nationalmannschaft und übernahm im Juli 2015 parallel den Torwarttrainerposten beim Sydney FC. Im Juni 2019 gab er beide Posten auf und wurde Torwarttrainer der A-Nationalmannschaft.

## Erfolge
Central Coast Mariners
- A-League Pre-Season Challenge Cup: 2005